# كي هيون-سيو
كي هيون-سيو (هانغل: 기현서) هو لاعب كرة قدم كوري جنوبي في مركز الوسط، ولد في 6 مايو 1984 في كوريا الجنوبية. لعب مع Ulsan Hyundai Mipo Dockyard FC ‏.